# Korfbal League 2006/07
Het Korfbal League seizoen 2006/07 is de 2e editie van de Korfbal League. De Korfbal League is de hoogste competitie in het Nederlandse zaalkorfbal.
In vergelijking met het vorig seizoen is 1 kwestie veranderd in de competitie-opzet. Vanaf dit seizoen werden de play-offs gespeeld in het best-of-3 principe, in plaats van slechts 1 kruisfinale.
De rest van de competitie opzet bleef hetzelfde; 1 poule met 10 teams. Elk team speelt 1 thuis-en uitwedstrijd tegen elk ander team. Aan het einde van de competitie strijden de nummers 1 t/m 4 volgens het play-offsysteem om een plaats in de zaalfinale. De finale werd gespeeld in Ahoy, Rotterdam.
Het team dat als laatste eindigde, degradeerde direct terug naar de Hoofdklasse. De Hoofdklasse kampioen promoveert direct naar de Korfbal League van volgend jaar.
De nummer 9 van de Korfbal League moet via 1 promotie/degradatie-duel strijden tegen degradatie. De tegenstander in dit duel is de verliezend Hoofdklasse finalist. Ook dit betreft 1 wedstrijd.
In dit seizoen maakt Koog Zaandijk hun entree in de Korfbal League als nieuwkomer.

## Teams
In dit seizoen zullen 10 teams deelnemen aan het hoofdtoernooi in de Korfbal League. Vervolgens zullen 4 teams strijden om een finale plek in Ahoy, in de play-offrondes. Daarnaast maken de nummers 1 en 2 van de Hoofdklasse A en B kans om volgend jaar in de Korfbal League te spelen.
| Club           | Plaats           | Coach                |
| -------------- | ---------------- | -------------------- |
| AKC Blauw-Wit  | Amsterdam        | Remco Boer           |
| Dalto/DSB      | Driebergen       | Erik Wolsink         |
| Fortuna/Tempus | Delft            | Hans Leeuwenhoek     |
| Koog Zaandijk  | Koog aan de Zaan | Jan Hof              |
| Nic./Expertus  | Groningen        | Taco Poelstra        |
| PKC/Café Bar   | Papendrecht      | Steven Mijnsbergen   |
| DOS'46         | Nijeveen         | Manfred Hofstede     |
| Deetos/Volhuis | Dordrecht        | Gert-Jan Kraaijeveld |
| DOS-WK         | Enschede         | Erik van Brenk       |
| KV Die Haghe   | Den Haag         | Erik Snaphaan        |

## Seizoen
In de Korfbal League speelt elk team 18 wedstrijden, waarbij er thuis 9 worden gespeeld en 9 uitwedstrijden worden gespeeld.
De nummers 1, 2, 3 en nummer 4 zullen zich plaatsen voor de play-offs, voor een "best of 3". De winnaars tussen de teams zullen zich plaatsen voor de finale in Ahoy, waar ook de A Junioren Finale wordt gespeeld. Echter degradeert de nummer 10 meteen naar de Hoofdklasse. De nummer 9 zal het opnemen tegen de verliezend finalist van de promotie playoffs.
| pos | club           | gs | w  | g | v  | pnt | dv  | dt  | dt  |
| --- | -------------- | -- | -- | - | -- | --- | --- | --- | --- |
| 1.  | Dalto/DSB      | 18 | 15 | 1 | 2  | 31  | 444 | 368 | +76 |
| 2.  | PKC/Café Bar   | 18 | 15 | 0 | 3  | 30  | 428 | 342 | +86 |
| 3.  | Nic./Expertus  | 18 | 11 | 2 | 5  | 24  | 375 | 361 | +14 |
| 4.  | DOS'46         | 18 | 11 | 1 | 6  | 23  | 396 | 370 | +26 |
| 5.  | Fortuna/Tempus | 18 | 10 | 1 | 7  | 21  | 342 | 313 | +29 |
| 6.  | AKC Blauw-Wit  | 18 | 5  | 3 | 10 | 13  | 354 | 382 | -28 |
| 7.  | KV Die Haghe   | 18 | 5  | 1 | 12 | 11  | 344 | 392 | -48 |
| 8.  | Deetos/Volhuis | 18 | 4  | 1 | 13 | 9   | 316 | 355 | -39 |
| 9.  | Koog Zaandijk  | 18 | 4  | 1 | 13 | 9   | 355 | 386 | -31 |
| 10. | DOS-WK         | 18 | 4  | 1 | 13 | 9   | 337 | 422 | -85 |

## Play-offs en Finale
|  | Halve finale | Halve finale  | Halve finale | Halve finale | Halve finale |    |              | Finale           | Finale           | Finale           | Finale           | Finale           |
|  |              |               |              |              |              |    |              |                  |                  |                  |                  |                  |
|  | 1            | Dalto/DSB     | 24           | 22           |              |    |              |                  |                  |                  |                  |                  |
|  | 4            | DOS'46        | 25           | 27           |              |    |              |                  |                  |                  |                  |                  |
|  | 4            | DOS'46        | 25           | 27           |              | 2  | PKC/Café Bar | 16               |                  |                  |                  |                  |
|  |              |               |              |              |              | 2  | PKC/Café Bar | 16               |                  |                  |                  |                  |
|  |              | 4             | DOS'46       | 17           |              |    |              |                  |                  |                  |                  |                  |
|  | 2            | 4             | DOS'46       | 17           | PKC/Café Bar | 28 | 20           |                  |                  |                  |                  |                  |
|  | 2            |               |              |              | PKC/Café Bar | 28 | 20           |                  |                  |                  |                  |                  |
|  | 3            | Nic./Expertus | 15           | 17           |              |    |              | Bronzen medaille | Bronzen medaille | Bronzen medaille | Bronzen medaille | Bronzen medaille |
|  |              |               |              |              |              |    | 3            | Nic./Expertus    | 27               |                  |                  |                  |
|  |              |               |              |              |              |    |              | 1                | Dalto/DSB        | 26               |                  |                  |

| Kampioen van Nederland |
| ---------------------- |
| DOS'46 Tweede titel    |

## Promotie
Directe promotie naar de Korfbal League vindt plaats in de kampioenswedstrijd tussen de kampioen van Hoofdklasse A en B.
| Hoofdklasse Finale |     |    |
|                    |     |    |
| H1                 | KVS | 13 |
| H2                 | SKF | 9  |

## Promotie/Degradatie
De nummer 9 van de Korfbal League speelt na de Hoofdklasse Finale een ontknopingsduel tegen de verliezend Hoofdklasse finalist.
De winnaar van deze wedstrijd zal acteren in Korfbal League 2007/08
| Ontknoping |               |    |
|            |               |    |
| KL9        | Koog Zaandijk | 18 |
| H2         | SKF           | 17 |

Hierdoor blijft Koog Zaandijk actief in de Korfbal League en degradeert niet.

## Prijzen
In dit seizoen waren dit de spelers die deze awards kregen toegewezen:
| Award                 | Winnaar                   | Club   |
| --------------------- | ------------------------- | ------ |
| Beste speler          | Michiel Gerritsen         | Nic.   |
| Beste speelster       | Samantha Jonkman          | DOS-WK |
| Beste coach           | Taco Poelstra             | Nic.   |
| Beste arbitrage       | Marcel Luttik & Joeri Kok |        |
| Beste talent          | Peter Lageweg             | DOS'46 |
| Beste talente         | Janice de Groot           | DOS'46 |
| Publieksprijs         | Henriëtte Brandsma        | Dalto  |
| Spectaculairste ploeg |                           | DOS'46 |

## Topscoorders
| Categorie              | Winnaar                | Club          | Gescoord aantal goals |
| ---------------------- | ---------------------- | ------------- | --------------------- |
| Topscoorder mannelijk  | Gerbert van Grootheest | AKC Blauw-Wit | 124                   |
| Topscoorder vrouwelijk | Samantha Jonkman       | DOS-WK        | 109                   |

## Trivia
- Dit is de eerste keer in de Korfbal League dat een club die als 4e geplaatst is de winnaar is
- Tijdens het seizoen werd de coach van AKC Blauw-Wit vervangen. Jan Niebeek verving Remco Boer als hoofdcoach